# Manchester (Pennsylvanie)
Pour les articles homonymes, voir Manchester (homonymie).
Manchester est un borough situé au nord de la partie centrale du comté de York, en Pennsylvanie, aux États-Unis,. En 2010, il comptait une population de 2 763 habitants, estimée au 1er juillet 2020 à 2 910 habitants. Le borough est fondé en 1814 et incorporé le 27 août 1869.

## Démographie
Lors du recensement de 2010, le borough comptait une population de 2 763 habitants. Elle est estimée, en 2020, à 2 910 habitants.